# モントレー郡 (カリフォルニア州)

カリフォルニア内におけるモントレー郡の位置

モントレー郡（Monterey County）は、アメリカ合衆国カリフォルニア州の郡。太平洋岸の「セントラルコースト」にある。人口は43万9035人（2020年）
郡庁所在地はサリナス。他の町としてはモントレー、カーメル、シーサイドなど。

## 地理
北はサンタクルーズ郡、南はサンルイスオビスポ郡に隣接している。座標は北緯36度14分24秒 西経121度18分36秒 / 北緯36.24000度 西経121.31000度